# Рас (тврђава)
Стари град Рас (или cамо Рас) је средиште и место из кога је поникла средњовековна српска држава, одакле је владао и сазивао државне саборе велики жупан Стефан Немања, где су он и његови потомци имали cвоје дворове. И у виђењима стpанаца Рас је означaвао центар Србије. Стари Рас у традицији српског народа има посебно значење. Током средњег века, савременици са западних страна Европе по њему су често земљу Србију називали Рашком.

## Положај
Комплекс старог Раса налази се у југозападној Србији, око 11 км западно од Новог Пазара. Смештен је у живописном брдовитом пределу крај ушћа Себечевске реке у, на месту где су се спајали путеви који су са запада југа водили даље према истоку. Овај значајан споменички комплекс чини неколико локалитета, груписаних релативно малом простору, који су настајали у раздoбљу од преко једног миленијума. Стари утврђени град Рас налазио се се на врху брега Градине, изнад ушћа Себечевске реке, а његовим бедемима су биле опасане и ниже заравни с источне стране. Под градом, у једној поткапини стеновитих литица сачувани су трагови пећинског манастира, а крај речних обала, у амфитеатралном простору, леже остаци Трговишта, средњовековног насеља из предтурског раздобља.
Први покушај да се одреди место овог значајног града учинио је А.Ф.Гиљфердинг, половином прошлог века. На путу за Сопоћане, крај ушћа Себечевске реке у Рашка, он је на месту званом Пазариште запазио значајне рушевине за које је претпоставио да припадају остацима старог Раса. Што је посебно занимљиво, Александар Гиљфердинг је тада забележио и народно предање да је град подигао Хреља (Реља од Пазара из народних песама), и да је порушен пре турских освајања. Ову индетификацију рушевина на Пазаришту, око 11 км западно од Новог Пазара, прихватио је и Константин Јиречек. Истог мишљења био је и Јован Цвијић, који први помиње и трагове утврђења на врху брега Градина, изнад ушћа Себечевске реке у Рашку.
Наш познати историчар Стојан Новаковић сматрао је да престоницу у Расу, као средиште владара, не треба тражити у самом граду, већ на читавом подручју које обухвата појам Раса као области. То је навело неке истраживаче да престоницу Рас траже у долини Дежевске реке или у близини познате цркви светих апостола Петра и Павла. У новије време, 1951.године, рушевине на Градини и Пазаришту обишла је екипа професора Ђурђа Бошковића, а нешто касније ту је прелиминарна истраживања вршио и арх. Јован Нешковић. Ови радови су допринели да се коначно утврди локација старог Раса и приступи истраживањима његових остатака.

## Историја
У првој половини 12.века византијски историчарЈован Кинам први пут јасно помиње тврђаву Рас. У његовом делу сачувани су извесни подаци, истина доста фрагментирани, који осветљавају нека збивања у вези са овим важним утврђењем. Тако је забележено да су крајем треће деценије 12.века, у време византијско-угарских сукоба, Срби подигли устанак и срушили тврђаву Рас, у којој се тада налазила посада цара Јована Другог Комнина. Две деценије касније, 1149.године, због честих упада на византијску територију, цар Манојло Први Комнин лично је предузео поход против Срба.
Име Раса је први пут у средњовековним изворима забележио византијски цар и писац Константин Порфирогенит. Говорећи о рату између Срба и Бугара крајем прве половине 9.века, који је био окончан поразом нападача, цар-писац нас обавештава да је бугарски архонт Михаило Борис био присиљен да склопи мир. Желећи да се врати у Бугарску
и плашећи да га Срби негде на путу из заседе не пресретну, затражи за своје обезбеђење децу Мархонта Мутимира, Борена и Стефана, који га спроведоше читавог до границе, до Раса. За ову љубазност Михаило Борисих обдари великим даровима, а они њему узвратише као гостински дар два роба, два сокола, два пса и осамдесет крзнених хаљетака, што Бугари сматрају за склопљено пријатељство. Из ове занимљиве вести не може се поуздано закључити да ли се овде Рас помињ као област или погранични град. Иако ово питање још није поуздано разрешено, према резултатима досадаш[њих истраживања може се претпоставити да се ова вест највероватније односи на област уз границу тадашње Србије.
Други византијски хроничари, описујући често веома уопштено догађаје у Србији током 12.века, не помињу град Рас, као ни истоимену област. У српским изворима град Рас, изричито помиње само једанпут, у првим годинама XIII века. На једном од последњих листова познатог Вукановог јеванђеља, које се сада чува у Петровграду
, остао је сачуван запис старца Симеона који каже да је ову књигу написао своме господину великом жупану живећи у пећини у граду Расу. Овај запис је уједно и последњи помен града Раса у сачуваним историјским изворима.

## Aрхеолошко налазиште
Систематска археолошка истраживања у овом комплексу започета су 1972.године удруженим напорима више установа (Археолошки институт, Филозофски факултет, Војни музеј и Историјски музеј Србије) под руководством проф. Ј.Ковачевића. Неколико година касније истраживачки радови су обједињени у оквиру Археолошког института. Истовремено с истрживањима Републички завод за заштиту споменика културе изводио је и конзерваторске радове на откривеним остацима бедема и других грађевина. Најстарији трагови насеља откривени су на северном делу заравни на врху Градине. То су остаци праисторијских насеобина градинског типа, у великој мери оштећени дејством ерозије и грађевинским радовима у средњем веку. Трагови стамбених објеката у целини су ишчезли, али је остао сачуван део сухозида који је припадао одбрамбеном систему градског насеља. На основу многобројних налаза праисторијске грнчарије може се закључити да је ово насеље било подигнуто при крају позног енеолита, односно око 2000 године пре наше ере,напуштено у епохи раногбронзаног доба. До краткотрајне обнове живота дошло је после дужег периода, у старијем гвозденом добу.
Тамномрка фирнисована керамика Грчког, посуде украшене у басараби стилу и бронзана колотаста дугмад указују на VI век пре наше ере као врeме обнове насеља. Прво зидано утврђење на овом простору,као што су показали најновији резултати археолошких истраживања, изграђено је у доба касне антике. Оно је захватало само североисточни део платоа, на врху Градине, приближно исте површине као и раније праисторијско насеље, док се главни део утврђења налазио на нижим заравнима источне падине. Горњи део овог палеовизантијског утврђења, са приступачне западне стране, штитио је зид широк 80–90 cm, грађен ломљеним каменом с малтером. У склопу овог зида, чији су остаци само фрагментарно сачувани, била је и једна слично изведена правоугаона грађевина, која је вероватно служила као нека врсте куле. На осталим теже приступачним странама, које су углавном окренуте према деловима утврђења на нижим падинама, бедеми, по свему судећи, нису ни били подигнути.

## Културa
Културни слој који одговара овом земљано-палисадном утврђењу града Раса само је местимично сачуван и веома је сиромашан налазима. Поред уломака керамике за свакодневну употребу, који су најбројнији, нађен је и један чанкасти новац цара Алексија Првог Комнина, што допушта могућност да се образовање овог слоја датује у последњу деценију IX века. Судећи према остацима спаљених палисада и других древних конструкција, оно је, изгледа, у целини било уништено у великом пожару ,највероватније крајем трeће деценије XII века. Каменим бедемима била је обухваћена цела зараван на врху брега. Према приступачном, односно теже брањеним странама, утврђење су штитиле две куле. С те стране налазила се и првобитна западна градска капија.
Бедеми града Раса грађени су од ломљеног камена у неправилном слогу, са трпанцем од ситнијег камена у језгру, што одговара уобичајеном начину зидања средњовeковних утврђења у нашим областима. Дебљина бедема веома је неуједначена и крeће се између 1,60 и 2,10 m. Према неприступачној источној страни бедем је био знатно слабији тако да му ширина не прелази 1,20 m. И очуваност бедема такође је различита. Поједини делови бедема на северној и западној страни откривени су у висини и до четири метра ,док на деоницама које су биле грађене на литицама стена постоје само местимични трагови бедемских траса. Некадашња висина бедема, и то према приступачним странама, по свему судећи није прелазила седам метара. На том нивоу налазила се ишетна стаза са зупцима, која је имала проширење на дрвеним конзолама, а вероватно и надстрешницу. Унутрашњост зидне масе бедема била је ојачана дрвеним роштиљем, који су обично чиниле по три хоризонтално постављене паралелне дрвене греде, попречно повезане краћим гредицама.
Главна кула утврђења је била истурена према југу, одакле је приступ граду најлакши. Полукружне је, односно потковичасте основе и припада типу затворених кула. Улаз се налазио око двa метра изнад тла, што је одговарало равни пода најниже просторије у унутрашњости куле. Простор испод пода,до стене на којој је подигнута, био је испуњен насипом. Испред улаза првобитно се налазила дрвена прилазна конструкција, ослоњена на две греде које су као конзоле излазиле из равни зида у нивоу прага. Друга кула, постављена према западу, знатно је мањих димензија. Правоугаоне је основе и била је отворена према унутрашњости града. Приликом археолошких ископавања на поду куле, који је био од набијене земље, откривени су угљенисани делови урушене међуспратне конструкције.

## Нестанак Раса
Нестанак града Раса са позорнице историјских збивања само једно столеће после изградње нових камених бедема намеће питања о стварној функцији и значењу овог утврђења. Грађено за потрeбе византијске војне посаде, оно је, стицајем околности, у процесу стварања независне српске државе добило далеко већи значај. У доба Стефана Немање и његових првих наследника град Рас је главно утврђење средишње области државе и престоница Србије, наравно, у некадашњем значењу тога појма као седишта владара. Познато је да су српски владари током XII, XIII па и у XIV веку ретко боравили дуже на једном месту и једном двору.
У том раздобљу владарски двор је био веома покретан и није било уобичајено да владари стално бораве у утврђеном граду или замку, као што се то најчешће чинило широм ондашње Европе. Дворове првих Немањића трeбало би одиста тражити у области старог Раса, при чему би се цела област могла сматрати за рану престоницу српске државе. У том контексту, утврђени град Рас представљао би владарски рефугијум, односно тврђаву где је двор боравио у немирним временима. Осим тога, у граду је сигурно чувана ризница, а није без значаја ни велико складиште жита, које је превазилазило потрeбе самог двора. И ковница првог српског новца налазила се у Расу, као владарском седишту. Имајући све ово у виду, без сачуваних изворних података данас је тешко објаснити зашто после разарања у четвртој деценији XIII века утврђени град Рас није био више обновљен. И наредних деценија, све до дежевског сабора 1282. године, средиште српских владара остало је у области Раса, што је био довољан разлог за обнову утврђења. Управо у том раздобљу краљ Урош Први гради своју задужбину, манастир Сопоћане, у непосредној близини разореног града, чије су рушевине убрзо пале у заборав.